# Yucatáni iszapteknős
A yucatáni iszapteknős (Kinosternon creaseri) a hüllők (Reptilia) osztályába  és a teknősök (Testudines) rendjébe és az iszapteknősfélék (Kinosternidae) családjába tartozó faj.

## Előfordulása
Mexikóban a Yucatán-félszigeten  honos.

## Megjelenése
Testhossza 12 centiméter. Hátpáncélja ovális alakú és sötétbarna színű.